# Kicar
Kicar este o localitate din comuna Ptuj, Slovenia, cu o populație de 690 de locuitori.